# Jakob Gruber (Politiker)

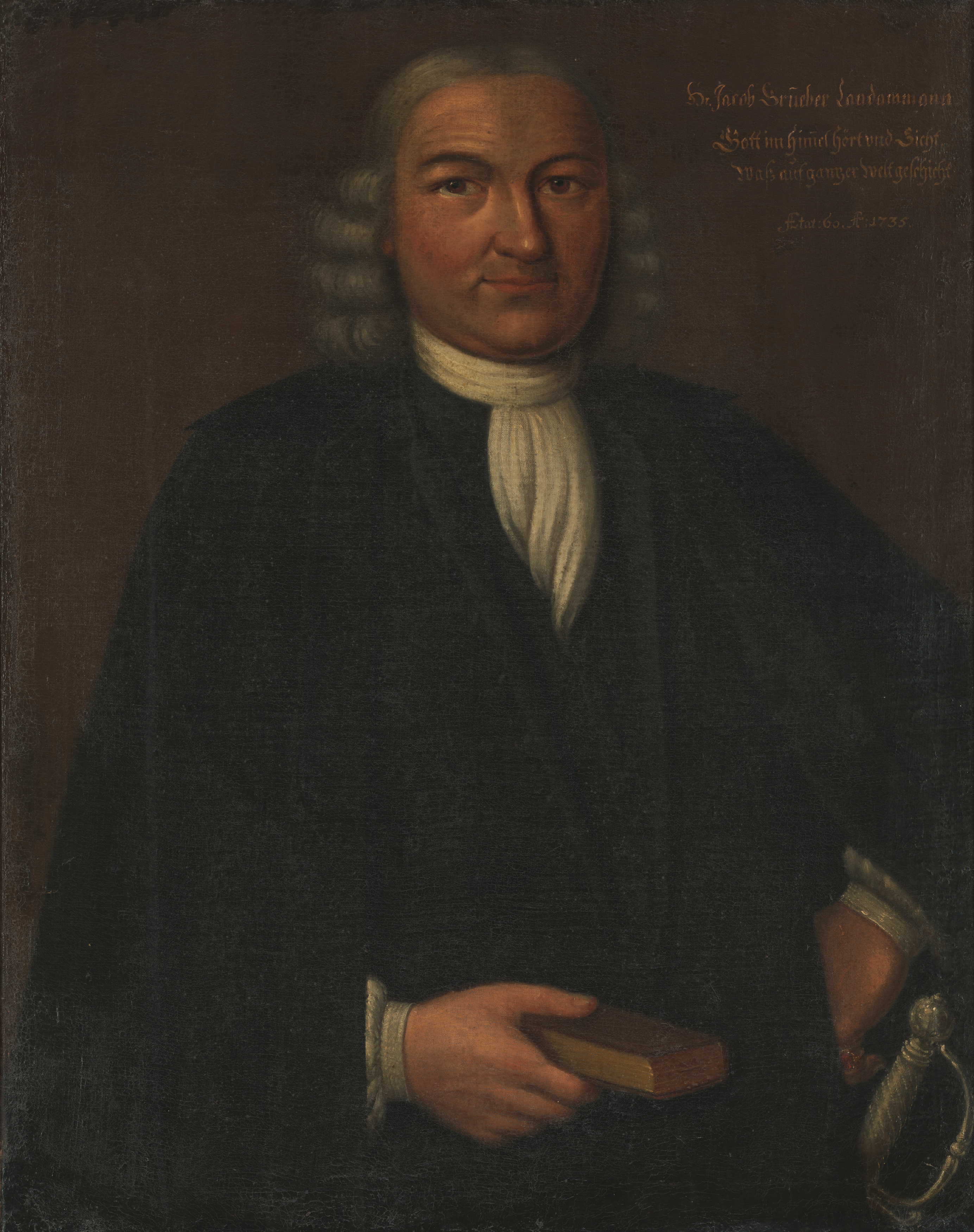
Jakob Gruber, Landammann von Appenzell Ausserrhoden, Gemälde von Hans Ludwig Merz (1735)

Jakob Gruber (* 19. Januar 1676 in Gais; † 29. Juni 1750 in ebenda; heimatberechtigt in Gais) war ein Schweizer Landwirt, Mitglied des Kleinen Rats, Tagsatzungsgesandter und Landammann aus dem Kanton Appenzell Ausserrhoden.

## Leben
Jakob Gruber war ein Sohn des Conrad Gruber, Gemeindehauptmann, und der Anna Sulser. Im Jahr 1701 heiratete er Anna Koller, Tochter des Johannes Koller. Der Landwirt Jakob Gruber war ab 1719 Ratsherr. Von 1732 bis 1733 amtierte er als Landeshauptmann. Ab 1733 bis 1735 war er Landesstatthalter und von 1735 bis 1743 Tagsatzungsgesandter. Ab 1735 bis 1745 hatte er das Amt des Ausserrhoder Landammanns inne. Obwohl er ein Parteigänger der sogenannten Harten war, setzte er sich energisch für eine Beilegung des Landhandels ein. Er nahm 1733 den „linden“ Pfarrer von Gais persönlich in Schutz. Als Mitglied der 1733 eingesetzten Kommission zur Revision des Landbuchs war er der Initiator von neuen Landsatzungen.